# Robert Arrhenius
Robert Arrhenius (ur. 14 maja 1979 w Kirketorp, Szwecja) – szwedzki piłkarz ręczny, reprezentant kraju. Obecnie występuje w Bjerringbro-Silkeborg. Gra na pozycji kołowego. Mierzy 195 cm wzrostu.